# تیم ملی بسکتبال مردان ساموای آمریکا
تیم ملی بسکتبال ساموای آمریکاتیم بسکتبالی است که نماینده ساموآی آمریکا در مسابقات بین‌المللی است.